# Dionysius Ignatius Stanetti
Dionysius Ignatius Stanetti (tschechisch Dionýz Ignác Staneti; * 2. März 1710 in Beneschau, Fürstentum Troppau; † Mai 1767 in Kremnitz, Oberungarn) war ein österreichischer Bildhauer und Bildschnitzer des Barock.

## Leben
Stanetti war das jüngste der fünf Kinder des von Groß Strehlitz nach Beneschau zugezogenen Capitains Johannes Paul Stanetti, der in Beneschau als herrschaftlicher Gutsverwalter tätig war und dort Susanna Cigfirst geheiratet hatte. 1713 verstarb seine Mutter. 
Dionysius Stanetti wurde wahrscheinlich, wie auch seine älteren Brüder Antonio und Franziskus, beim Wiener Hofkammerbildhauer Giovanni Stanetti – einem Onkel oder nahen Verwandten – ausgebildet. Anschließend arbeitete Stanetti in Schlesien, sein ältestes nachweisliches Werk entstand 1737 in Teschen (Cieszyn). Während seine beiden Brüder auch weiterhin im Herzogtum Teschen wirkten, verlegte Dionysius Stanetti seinen Wirkungskreis nach Oberungarn. Dort war er ab 1741 zunächst in Prievidza (Priwitz) tätig und schuf Skulpturen sowie das Relief der Hauptfassade für die Piaristenkirche. In dieser Zeit begann seine langjährige Zusammenarbeit mit dem Schemnitzer Maler Anton Schmidt. Später gründete er in der Bergstadt Kremnica (Kremnitz) eine Bildhauerwerkstatt. 1745 wurden Stanetti die Kremnitzer Stadtbürgerrechte erteilt. Die zusammen mit Martin Vögerl geschaffene Dreifaltigkeits- und Pestsäule in Kremnitz war sein letztes Werk; ihre Fertigstellung im Jahre 1772 erlebten beide Meister nicht mehr.
Dionysius Ignatius Stanetti heiratete 1745 in Kremnitz Theresia, geb. Gürtler. Aus der Ehe gingen fünf Kinder, darunter der Bergingenieur Dionys Stanetti von Falkenfels (1747–1824), hervor.

## Werke (Auswahl)

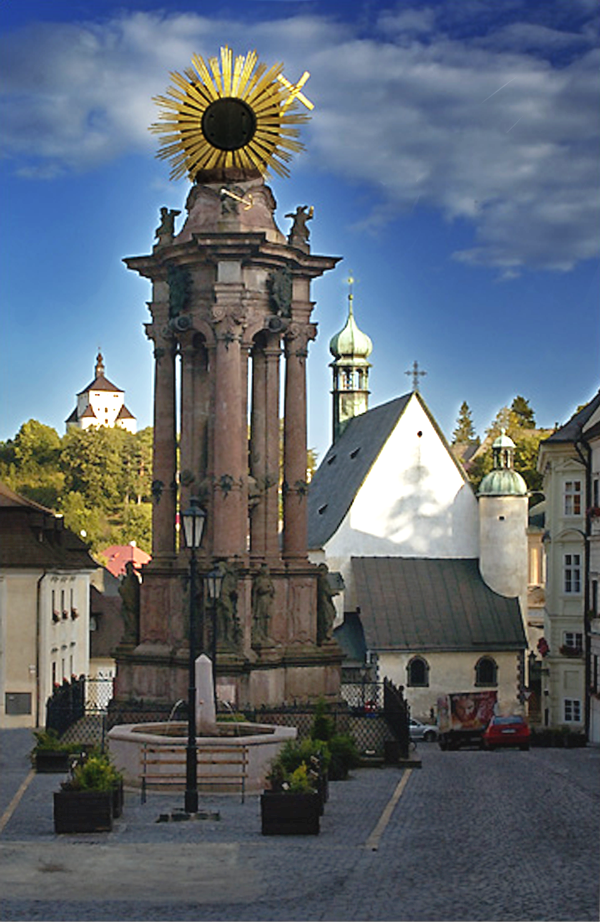
Dreifaltigkeits- und Pestsäule in Schemnitz

- Piaristenkirche der Heiligen Dreifaltigkeit in Prievidza: Relief der Hauptfassade sowie Skulpturen Glaube und Hoffnung im Kircheninnern (1741)
- Kalvarienberg bei Schemnitz: bunte Holzreliefs der Kreuzwegstationen, in Zusammenarbeit mit dem Maler Anton Schmidt, der die Fresken schuf (1745–1751)
- Dreifaltigkeitssäule in Krupina (1752)
- Jesuitenkirche zum hl. Kreuz auf dem Scharffenberg bei Schemnitz: Skulpturen des Heiligkreuzaltars (1756)
- Dreifaltigkeits- und Pestsäule in Schemnitz (1758–1763)
- Ehemalige Pfarrkirche der Jungfrau Maria in Kremnitz (1880 abgebrochen): Innenausstattung – 26 vergoldete hölzerne Engels- und Heiligenfiguren befinden sich heute im Münz- und Medaillenmuseum im Hellensteinhaus
- Statue des hl. Johannes von Nepomuk in Kremnitz
- Statue des hl. Florian in Kremnitz
- Pfarrkirche zur hl. Dreifaltigkeit in Velčice (Weltschitz): Skulpturen
- Dreifaltigkeits- und Pestsäule in Kremnitz (1765–1772): zusammen mit Martin Vögerl († 1770) – beide Bildhauermeister erlebten ihre Fertigstellung nicht mehr, vollendet wurde sie durch die Mitarbeiter der Werkstätten
- Drei barocke Skulpturen in der Slowakischen Nationalgalerie in Bratislava